# シヴェルト・マンスヴェルク
シヴェルト・マンスヴェルク（Sivert Mannsverk, 2002年5月8日 - ）は、ノルウェーのプロサッカー選手。アヤックス・アムステルダム所属。ポジションはミッドフィールダー。

## 経歴

### クラブ
2019シーズン、ソグナルの下部組織からトップチームに昇格すると、4月7日のUllensaker/Kisa戦に先発出場し、プロデビュー。9月18日のスケイド戦ではプロ初ゴールとアシストを記録し、このデビューシーズン、アデコリーガエンで16試合に出場した。
2020シーズン、弱冠17歳でチームのキャプテンに任命され、27試合に出場し4ゴール4アシストを記録し、早くもクラブの中心選手として活躍。クラブはプレイオフの末にエリテセリエン昇格を逃したが、マンスヴェルクはアデコリーガエンの年間最優秀選手に選出された。
昇格を逃したことで移籍の機運も高まり、アストン・ヴィラ、アーセナル、ブライトン、ボローニャ、ラツィオ、アヤックスなどの海外クラブが関心を寄せていると報じられる中、2021年7月28日、4年契約でモルデに移籍。
2022年5月1日、ノルウェー・カップ決勝のボデ/グリムト戦で決勝ゴールを挙げ、優勝に貢献した。
2022シーズン、リーグ戦25試合に出場し（20試合にフル出場）、1ゴールを挙げ、モルデの3シーズンぶりのリーグ制覇に貢献。
2023年9月1日、アヤックス・アムステルダムへ移籍し、5年契約を結んだ。9月17日、リーグ第5節のトゥウェンテ戦に先発し、エールディヴィジ初出場。
2025年1月28日、シーズン終了までの契約でEFLチャンピオンシップのカーディフ・シティにローン移籍。

### 代表
2017年以降、ノルウェーの世代別代表に名を連ねている。
2022年11月、アイルランドおよびフィンランドとの親善試合に臨むA代表のメンバーに初招集されたが、この2試合での出場機会はなかった。

## 個人成績

### クラブ
| 国内大会個人成績 | 国内大会個人成績 | 国内大会個人成績 | 国内大会個人成績   | 国内大会個人成績 | 国内大会個人成績 | 国内大会個人成績 | 国内大会個人成績 | 国内大会個人成績 | 国内大会個人成績 | 国内大会個人成績 | 国内大会個人成績 |
| 年度             | クラブ           | 背番号           | リーグ             | リーグ戦         | リーグ戦         | リーグ杯         | リーグ杯         | オープン杯       | オープン杯       | 期間通算         | 期間通算         |
| 年度             | クラブ           | 背番号           | リーグ             | 出場             | 得点             | 出場             | 得点             | 出場             | 得点             | 出場             | 得点             |
| ノルウェー       | ノルウェー       | ノルウェー       | ノルウェー         | リーグ戦         | リーグ戦         | リーグ杯         | リーグ杯         | ノルウェー杯     | ノルウェー杯     | 期間通算         | 期間通算         |
| ---------------- | ---------------- | ---------------- | ------------------ | ---------------- | ---------------- | ---------------- | ---------------- | ---------------- | ---------------- | ---------------- | ---------------- |
| 2019             | ソグナル         | 23               | アデコリーガエン   | 16               | 1                | -                | -                | 2                | 0                | 18               | 1                |
| 2020             | ソグナル         | 7                | アデコリーガエン   | 27               | 4                | -                | -                | -                | -                | 27               | 4                |
| 2021             | ソグナル         | 7                | アデコリーガエン   | 7                | 1                | -                | -                | -                | -                | 7                | 1                |
| 2021             | モルデ           | 27               | エリテセリエン     | 14               | 0                | -                | -                | 6                | 1                | 20               | 1                |
| 2022             | モルデ           | 8                | エリテセリエン     | 25               | 1                | -                | -                | 4                | 0                | 29               | 1                |
| 2023             | モルデ           | 8                | エリテセリエン     | 16               | 3                | -                | -                | 2                | 0                | 18               | 3                |
| オランダ         | オランダ         | オランダ         | オランダ           | リーグ戦         | リーグ戦         | リーグ杯         | リーグ杯         | KNVBカップ       | KNVBカップ       | 期間通算         | 期間通算         |
| 2023-24          | アヤックス       | 16               | エールディヴィジ   | 13               | 0                | -                | -                | 0                | 0                | 13               | 0                |
| 2024-25          | アヤックス       | 16               | エールディヴィジ   | 2                | 0                | -                | -                | 0                | 0                | 2                | 0                |
| イングランド     | イングランド     | イングランド     | イングランド       | リーグ戦         | リーグ戦         | FLカップ         | FLカップ         | FAカップ         | FAカップ         | 期間通算         | 期間通算         |
| 2024-25          | カーディフ       | 15               | チャンピオンシップ | 14               | 0                | -                | -                | 1                | 0                | 15               | 0                |
| 通算             | ノルウェー       | ノルウェー       | アデコリーガエン   | 50               | 6                | -                | -                | 2                | 0                | 52               | 6                |
| 通算             | ノルウェー       | ノルウェー       | エリテセリエン     | 55               | 4                | -                | -                | 12               | 1                | 67               | 5                |
| 通算             | オランダ         | オランダ         | エールディヴィジ   | 15               | 0                | -                | -                | 0                | 0                | 15               | 0                |
| 通算             | イングランド     | イングランド     | チャンピオンシップ | 14               | 0                | 0                | 0                | 1                | 0                | 15               | 0                |
| 総通算           | 総通算           | 総通算           | 総通算             | 134              | 10               | 0                | 0                | 15               | 1                | 149              | 11               |

## タイトル

### クラブ
モルデ
- エリテセリエン（2022）
- ノルウェー・カップ（2021-22）[6]

### 個人
- アデコリーガエン年間最優秀選手（2020）[4]